# Chechły
Chechły – wieś w Polsce położona w województwie mazowieckim, w powiecie zwoleńskim, w gminie Policzna. Ma status sołectwa.
| SIMC    | Nazwa              | Rodzaj    |
| ------- | ------------------ | --------- |
| 0631812 | Kolonia Chechelska | część wsi |
| 1038421 | Łany               | część wsi |
| 1038616 | Ruda               | część wsi |
| 1038631 | Stara Wieś         | część wsi |

Prywatna wieś szlachecka, położona była w drugiej połowie XVI wieku w powiecie radomskim województwa sandomierskiego. W latach 1954–1972 wieś należała i była siedzibą władz gromady Chechły. W latach 1975–1998 miejscowość administracyjnie należała do województwa radomskiego.
Wierni Kościoła rzymskokatolickiego należą do parafii Niepokalanego Poczęcia NMP w Wygodzie.